# Buckenham
Buckenham – wieś w Anglii, w hrabstwie Norfolk. Leży 12 km na wschód od Norwich i 164 km na północny wschód od Londynu.